# Françoise Raisin
Françoise Pitel de Longchamp, épouse Raisin, connue sous le surnom Fanchon et dans sa carrière théâtrale comme Mademoiselle Raisin, née le 17 janvier 1662 à Grenoble (Isère) et morte le 30 septembre 1721 à Vignats (Calvados), est une comédienne française. 

## Biographie

### Famille de comédiens
Françoise Pitel naît le 17 janvier 1662 à Grenoble en Isère de Charlotte Legrand et d’Henri Pitel de Longchamp.
Elle vient d'une famille de comédiens : sa mère, son grand-père maternel Turlupin, son père chef de la troupe du prince de Condé, son beau-frère Michel Du Rieu. Son oncle Jean Patin (1635-1709), de son nom de scène Beauval, est marié à Jeanne Olivier Bourguignon, une comédienne connue pour son rire contagieux. Françoise Pitel travaille un temps à la Comédie Française comme sa sœur Anne dite Mademoiselle Du Rieu et sa nièce Mademoiselle Godefroy dite Pierrot-bon drille.

### Carrière théâtrale
Formée par son père à la scène théâtrale, Françoise Pitel débute à quinze ans à Londres et en province. Elle est ensuite engagée en 1679 à la compagnie du Théâtre royal à l'Hôtel de Bourgogne, puis devient l’une des actrices les plus célèbres de la Comédie Française qu'elle intègre en 1680 en tant que 25e sociétaire. Ses rôles d'abord dans la comédie sont des amoureuses pour les auteurs Michel Boyon dit Baron, Florent Carton dit Dancourt, David Augustin de Brueys et Jean de Palaprat, puis de grandes princesses tragiques pour Jean-Galbert de Campistron. Elle est considérée comme ayant un grand talent et une grande beauté.
L'année de son entrée à la compagnie royale, elle se marie avec l'acteur Jean-Baptiste Siret-Raisin, dit Raisin Cadet (né à Troyes en 1656, mort en 1693 le 27 novembre). Il est attaché au théâtre de Rouen et rejoint la Comédie Française comme 24e sociétaire en 1679 où il est surnommé le Petit Molière. Au cours de leurs quatorze années de mariage, ils ont huit enfants.

### Carrière à la Cour
Après la mort de Jean-Baptiste Raisin en septembre 1693 d'une congestion à la suite d'un lourd repas et d'un bain, elle devient la maîtresse de Louis de Bourbon, Dauphin de France, en 1701. Louis XIV fait pression pour qu'elle prenne sa retraite théâtrale contre une rente viagère. Elle et le dauphin ont trois filles :
- Mademoiselle de Fleury, née à Meudon, décédée dans l’enfance ;
- Anne-Louise, Mademoiselle de Fleury, et plus tard Madame d’Avaugour (1695- août 1716, mariée à Anne Errard, marquis d’Avaugour[5] ;
- Charlotte, Mademoiselle de Fleury et plus tard Madame de La Jonchère (6 février 1697 - 1750), mariée à Gérard Michel de La Jonchère.

À la mort du Dauphin en 1711, la comédienne perd sa pension et part vivre chez sa sœur Du Rieu en Normandie.
Elle meurt le 30 septembre 1721 des suites d'un accident de carrosse à Vignats, dans le Calvados.

## Théâtre
Malgré sa courte carrière, Françoise Pitel prend part à de nombreuses pièces de théâtre :
- Andronic de Jean Galbert de Campistron en février 1685 où elle joue Irène
- Un homme à bonnes fortunes de Michel Baron le 30 janvier 1686 dans le rôle de Lucinde
- Les Bourgeoises de qualité de Noël Lebreton de Hauteroche le 26 juillet 1690 : Madame Blandineau
- Le Grondeur de David Augustin de Brueys et Jean de Palaprat le 3 février 1691 : Clarice
- Tiridate de Jean-Galbert de Campistron le 12 février 1691 : Erinice
- Le Muet de David Augustin de Brueys et Jean de Palaprat le 22 juin 1691 : Zaïde
- Le Flatteur de Jean-Jacques Rousseau le 24 novembre 1696 : Angélique
- Le Distrait de Jean-Francois Regnard le 2 décembre 1697 : Isabelle